# Cepaea
Genre
Cepaea est un genre de mollusques gastéropodes de la famille des Helicidae et de la sous-famille des Helicinae.

## Liste des espèces
- Cepaea hortensis (Muller, 1774) -– Escargot des jardins
- Cepaea nemoralis (Linnaeus, 1758) -- Escargot des bois
- Cepaea sylvatica (Draparnaud, 1801) -- Escargot des forêts
- Cepaea vindobonensis (C. Pfeiffer, 1828)

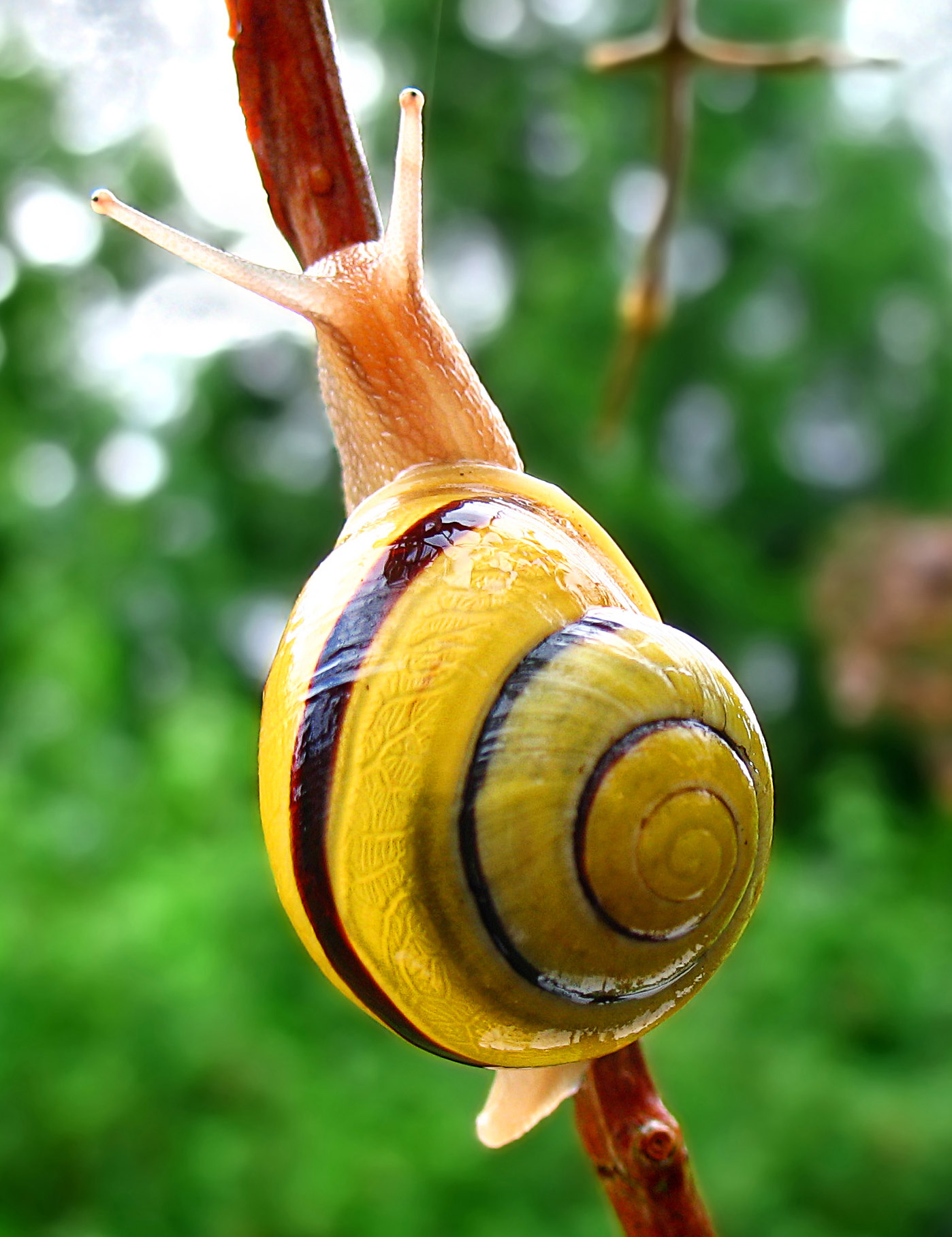
Cepaea hortensis
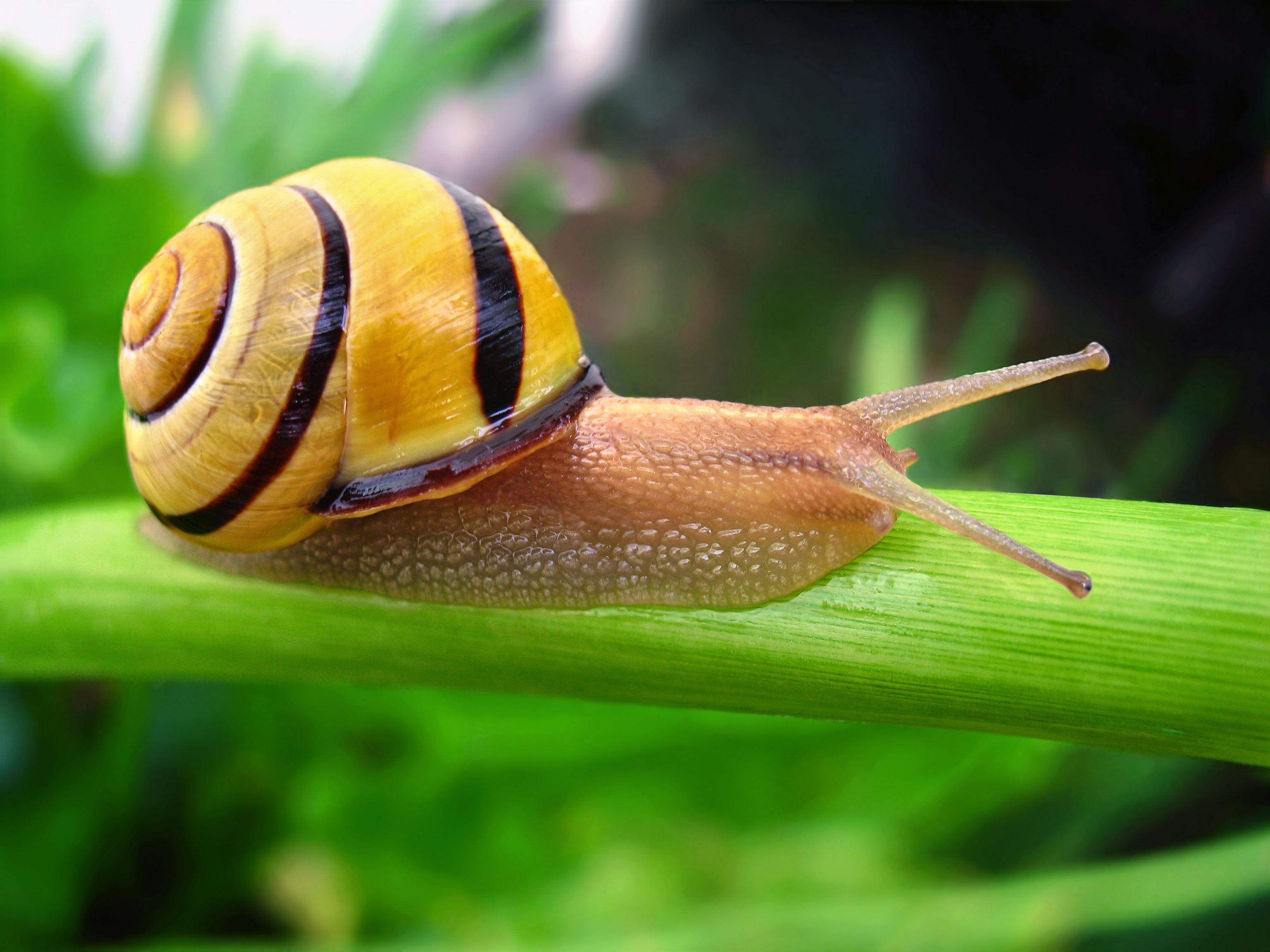
Cepaea nemoralis
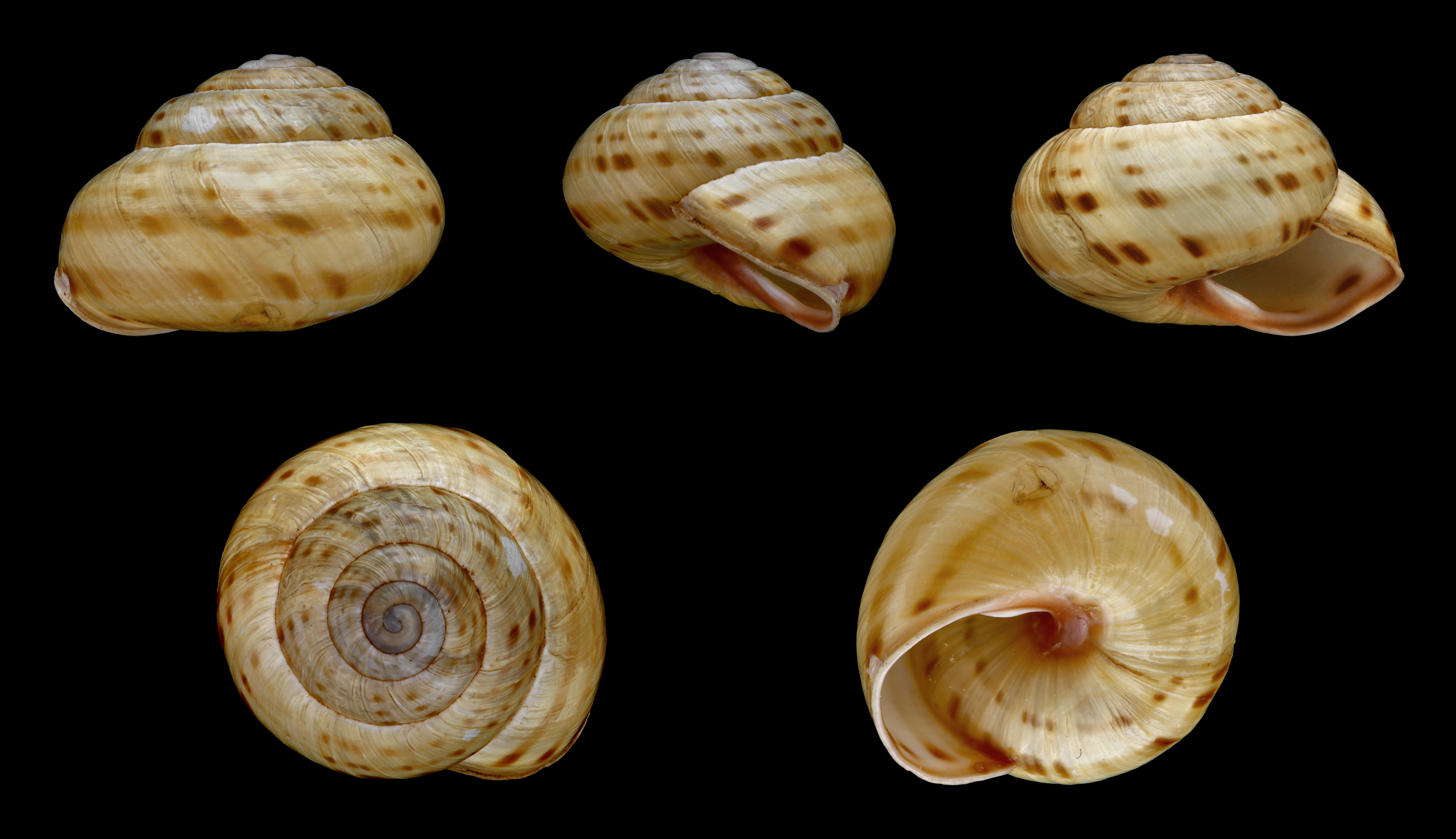
Cepaea sylvatica
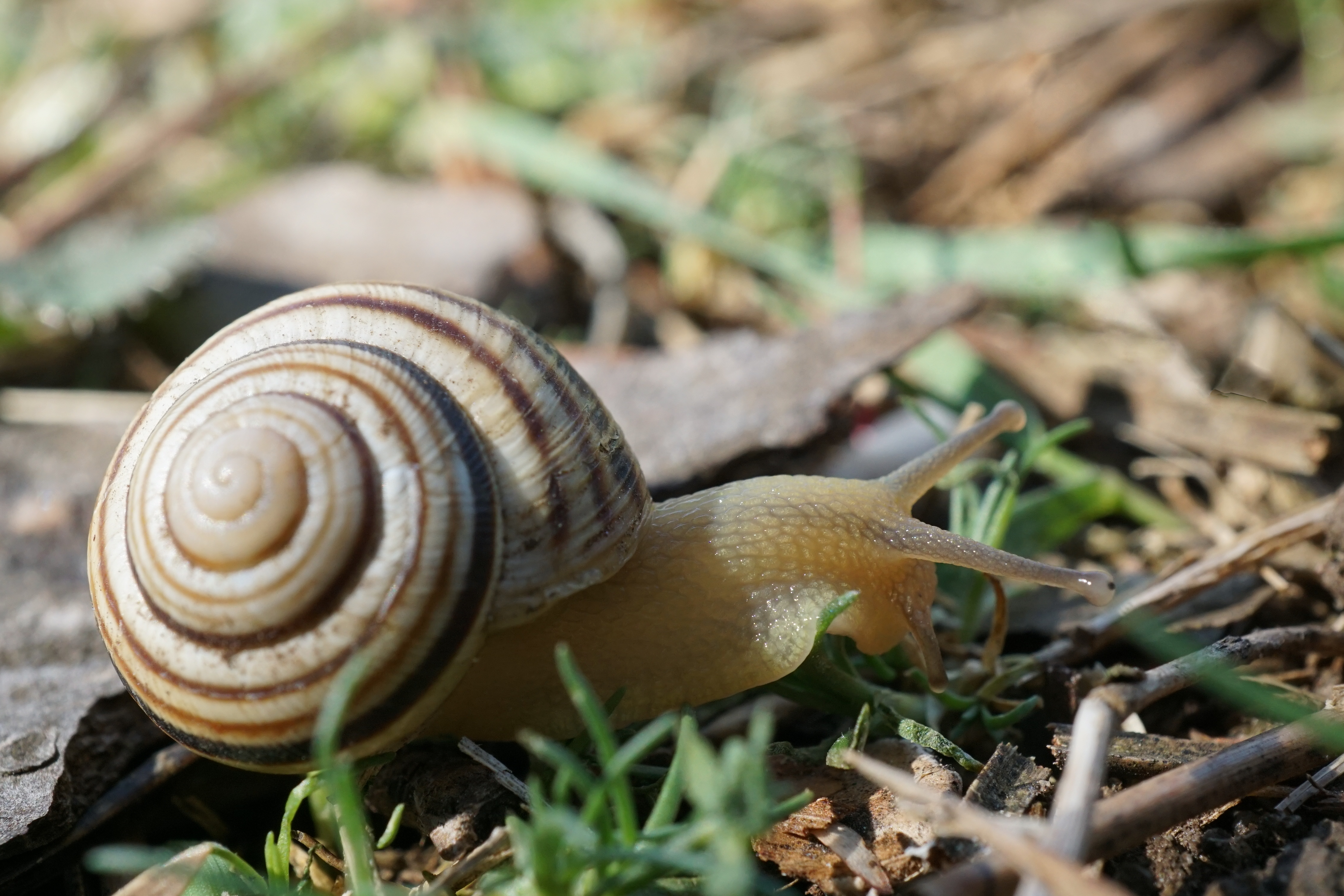
Cepaea vindobonensis